# Monceau-le-Neuf-et-Faucouzy

Monceau-le-Neuf-et-Faucouzy este o comună în departamentul Aisne din nordul Franței. În 1 ianuarie 2022 avea o populație de 321 de locuitori.